# Sylvie Retailleau
Sylvie Retailleau (ur. 24 lutego 1965 w Nicei) – francuska fizyk i nauczycielka akademicka, profesor, prezydent Université Paris-Sud oraz Université Paris-Saclay, w latach 2022–2024 minister szkolnictwa wyższego i badań naukowych.

## Życiorys
Studia licencjackie i magisterskie ukończyła w École normale supérieure Paris-Saclay. W 1988 uzyskała agrégation w zakresie fizyki stosowanej. W 1992 doktoryzowała się na Université Paris-Sud na podstawie pracy dotyczącej tranzystora bipolarnego. Jako nauczycielka akademicka związana z macierzystym paryskim uniwersytetem, od 2001 na stanowisku profesora. Była prodziekanem (2008–2011) i dziekanem (2011–2016) wydziału nauk na Université Paris-Sud. W latach 2016–2018 pełniła funkcję prezydenta tej uczelni, a w 2019 objęła tożsame stanowisko na utworzonym w jego miejsce Université Paris-Saclay. Weszła w skład rady uczelni Télécom ParisTech (2013) i w skład rady naukowej ENS Paris-Saclay (2014). W pracy naukowej zajęła się m.in. badaniami dotyczącymi nanostruktur i nanourządzeń na bazie krzemu i modelowaniem urządzeń elektronicznych w skali nanometrycznej.
W maju 2022 powołana na funkcję ministra szkolnictwa wyższego i badań naukowych w rządzie Élisabeth Borne. Utrzymywała tę funkcję przy rekonstrukcji gabinetu z lipca 2022 oraz w utworzonym w styczniu 2024 rządzie Gabriela Attala. Zakończyła urzędowanie we wrześniu 2024.

## Odznaczenia
Odznaczona Legią Honorową V klasy (2013) oraz Orderem Narodowym Zasługi IV klasy (2018).